# Charles-Eugène Guye

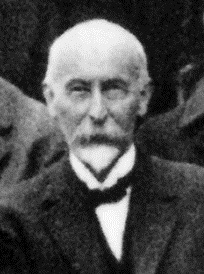
Charles-Eugène Guye alla conferenza Solvay del 1927

Charles-Eugène Guye (Champvent, 15 ottobre 1866 – Ginevra, 15 luglio 1942) è stato un fisico svizzero.

## Biografia
Si laureò in fisica all'Università di Ginevra dove poi conseguì anche il dottorato di ricerca nel 1889, studiando il fenomeno della dispersione ottica rotatoria. Dal 1890 al 1892 lavorò come privatdozent a Ginevra e, dal 1893 al 1900, al Politecnico di Zurigo, dove si occupò di ingegneria elettrica. Albert Einstein fu uno dei suoi studenti. Dal 1900 al 1930 fu professore e direttore dell'Istituto di Fisica dell'Università di Ginevra.
Le sue ricerche si concentrarono nel campo delle correnti elettriche, del magnetismo e delle scariche elettriche nei gas. Dal 1907, e per oltre un decennio, insieme ai suoi studenti Simon Ratnowsky e Charles Lavanchy, condusse esperimenti che dimostrarono la dipendenza della massa dell'elettrone dalla sua velocità, con risultati che supportarono le previsioni di Lorentz, Einstein e la Teoria della relatività ristretta (Esperimenti di Kaufmann–Bucherer–Neumann) contro la teoria rivale dell'elettrone di Max Abraham.
Partecipò alla quinta e alla settima conferenza Solvay e fu autore o coautore di oltre 200 articoli di fisica e di diversi libri divulgativi, inclusi lavori filosofici sulle basi biologico-fisiche-chimiche dell'evoluzione e sui limiti della fisica e della biologia.
Suo fratello maggiore, Philippe-Auguste (1862–1922), fu un illustre chimico.